# Pauline Smal
Pauline Smal (29 maart 1998) is een Belgische atlete, die gespecialiseerd is in het speerwerpen. Zij werd viermaal Belgisch kampioene.

## Biografie
Smal werd in 2018 voor het eerst Belgisch kampioene in het speerwerpen. In 2021 behaalde ze opnieuw de Belgische titel, die ze in 2022 kon verlengen.
Clubs
Smal is aangesloten bij Sambre et Meuse Athlétique Club (SMAC).

## Belgische kampioenschappen
Outdoor
| Onderdeel   | Jaar                   |
| ----------- | ---------------------- |
| speerwerpen | 2018, 2021, 2022, 2024 |

## Persoonlijk record
| Onderdeel   | Prestatie | Datum           | Plaats       |
| ----------- | --------- | --------------- | ------------ |
| speerwerpen | 53,24 m   | 3 augustus 2024 | Sint-Niklaas |

## Palmares
speerwerpen
- 2018:  BK AC - 46,89 m
- 2021:  BK AC - 46,23 m
- 2022:  BK AC - 48,71 m
- 2023:  BK AC - 49,29 m
- 2024:  BK AC - 50,52 m